# Caño Negro

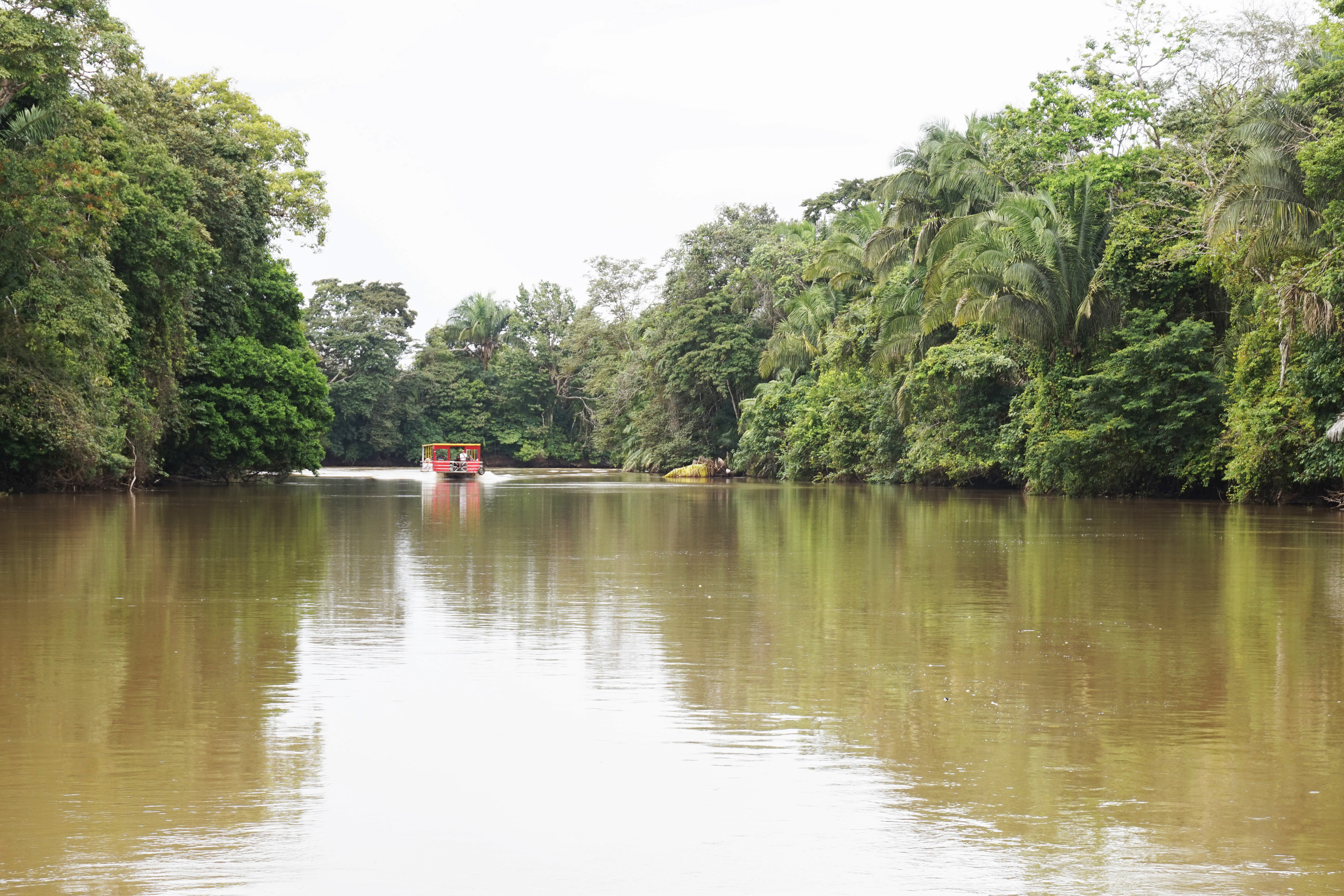
Caño Negro (2023)

Caño Negro ist ein Teil des Naturschutzgebietes Arenal Huetar Norte (Refugio nacional de vida silvestre Caño Negro und Humedal lacustrino de Tamborcito, Lacustrino de Tamborcito Wetlands), im nördlichen Teil von Costa Rica, zwanzig Kilometer südlich von Los Chiles, nahe der Grenze zu Nicaragua in der Provinz Alajuela. Das Schutzgebiet besteht aus einem Feuchtgebiet, in dem viele Wasservögel als Zugvögel während eines Teils des Jahres leben. Vor allem der Caño Negro-See, der während der Regenzeit vom Fluss Río Frío gespeist wird, macht einen Großteil des Geländes aus.

## Geographie
Das Feuchtgebiet steht mit dem größeren Refugio de Vida Silvestre Los Guatuzos im Norden, in Nicaragua in Verbindung. In der großen Ebene bilden die Gewässer ein feinmaschiges Netz von Feuchtgebieten. Die Region ist nur spärlich besiedelt. Siedlungen sind: San Antonio und Nueva Esperanza.

### Infrastruktur
Die Hauptzufahrtsstraße ist die Route 138, die Route 4 und Route 35 verbindet. In der Nähe liegt zudem das touristische Gebiet um den Ort La Fortuna, weshalb die Erreichbarkeit, vor allem für die Touristen gesichert ist.
Es gibt in dem Gebiet des Reservates keine öffentlichen Einrichtungen oder Schutzhütten. Die Gegend kann nur mit dem Boot erkundet werden, wofür es Anlegestellen sowie touristische Einrichtungen in der Stadt Caño Negro gibt. Von hier aus starten Touren in das Umland.

## Tierwelt
Die Wälder, Wiesen und Sümpfe der Gegend bieten Schutz für verschiedene gefährdete Arten wie Pumas, Jaguare, Tapire, Ozelots, Pekaris und mehrere Affenarten (Panamaischer Weißgesichtskapuziner, Mantelbrüller und Geoffroys Klammeraffe) sowie viele andere Andere. In der Trockenzeit ist der Fluss auf kleine Lagunen, Kanäle und Strände reduziert, die Tausenden von Zugvögeln vieler Arten wie Störchen, Löfflern, Ibissen, Anhingas, Enten und Kormoranen ein Zuhause bieten.